# Olle Tolgraven
Nils Johan Olof Tolgraven, mest känd som Olle Tolgraven, född 22 april 1934 i Fryksände socken, Värmlands län, död 30 september 1989 i Oscars församling, Stockholm, var en svensk journalist, främst verksam vid TV.
Olle Tolgraven var son till folkskolläraren Erik Svensson (1903–1981) och Inez, ogift Olsson (1907–1978) samt bror till skådespelaren Arne Tolgraven (1942–1996).
Efter studentexamen i Falun 1954 läste han i Lund och blev filosofie magister där 1960. Han kom till Sveriges Radio 1960 där han var inrikesreporter 1960–1961. Han fortsatte sin journalistbana på Aftonbladet 1961, var utrikesredaktör där till 1963 och sedan chef för ledaravdelningen 1963–1965. Han var anställd vid Dagens eko 1965–1969, var korrespondent i Singapore-Hongkong 1969–1973 och i Kairo-Beirut 1977–1979 varefter han var medarbetare vid Rapport från 1979.
Han var 1957–1974 gift med Lisbeth Helmerson (1935–1988), omgift Olsson, dotter till rektor Helmer Carlsson och Edit Linnéa Carlsson. De fick barnen Per 1958 (gift med Anna Fagerström), Åsa 1962 och sportjournalisten Jens Tolgraven 1964.